# Ophicrania sagittarius
Ophicrania sagittarius is een insect uit de orde Phasmatodea en de  familie Phasmatidae. De wetenschappelijke naam van deze soort is voor het eerst geldig gepubliceerd in 2009 door Bresseel & Bushell.